# Butzengraben (Eyach)
Der Butzengraben ist ein auf dem Hauptstrang etwa 3,4 km langer, westlicher und linker Zufluss der Eyach im Gebiet der Stadt Haigerloch im baden-württembergischen Zollernalbkreis.

## Geographie

### Verlauf
Der längere, rechte Oberlauf-Ast Schlattäckergraben entspringt am Weildorfer Weinberg auf einer Höhe von ca. 541,5 m ü. NHN. Von dort fließt er in nordöstliche Richtung, unterquert die Bundesstraße 463 und wendet seine Fließrichtung nördlich des Birkhofs in ostnordöstliche Richtung. Er durchfließt Weildorf südlich des Ortskerns, dort wird er Dorfbach genannt. Der Dorfbach vereinigt sich am südlichen Ortsrand von Weildorf mit dem von Nordwesten und links zufließenden Heidenwiesengraben. Er fließt kurz in dessen Richtung weiter, unterquert die Kreisstraße 7118 und wechselt dann zurück auf ostnordöstlichen Lauf neben dieser Straße. Ab diesem letzten Richtungswechsel wird der Bach Butzengraben genannt. Der Butzengraben mündet westlich des Steinbruchs auf einer Höhe von 414,8 m ü. NHN von links in die Eyach.
Der 3,4 km lange Lauf des Butzengrabens endet ca. 127 Höhenmeter unterhalb seiner Quelle, er hat somit ein mittleres Sohlgefälle von etwa 37 ‰.

### Einzugsgebiet
Das etwa 3,2 km² große Einzugsgebiet gehört naturräumlich gesehen zu den Oberen Gäuen. Sein höchster Punkt liegt ganz im Westen auf dem Weinberg auf 588 m ü. NHN. Im Süden grenzt das Einzugsgebiet der Stunzach an, die oberhalb ebenso wie der im Westen konkurrierende Laibebach unterhalb und dazwischen der Butzengraben selbst zur Eyach entwässert.

## Schutzgebiete
Der Ursprung des Butzengrabens liegt in einem Feuchtbiotopkomplex im Landschaftsschutzgebiet Weinberghalde Weildorf. Der Unterlauf ab der Unterquerung der Kreisstraße 7118 fließt bis zur Mündung durch das Landschaftsschutzgebiet Eyachtal im Bereich des ehemaligen Landkreises Hechingen.

### LUBW
Amtliche Online-Gewässerkarte mit passendem Ausschnitt und den hier benutzten Layern: Lauf und Einzugsgebiet des Butzengrabens

Allgemeiner Einstieg ohne Voreinstellungen und Layer: Daten- und Kartendienst der Landesanstalt für Umwelt Baden-Württemberg (LUBW) (Hinweise)
1. 1 2 3  Höhe ermittelt über WPS-Prozess (Geländehöhe).
2. ↑  Länge nach dem Layer Gewässernetz (AWGN).
3. ↑  Einzugsgebiet nach dem Layer Basiseinzugsgebiet (AWGN).

### Andere Belege
1. ↑  Friedrich Huttenlocher: Geographische Landesaufnahme: Die naturräumlichen Einheiten auf Blatt 178 Sigmaringen. Bundesanstalt für Landeskunde, Bad Godesberg 1959. → Online-Karte (PDF; 4,3 MB)